# Nicolas Vouilloz
Nicolas Vouilloz (Nizza, 8 febbraio 1976) è un pilota di rally ed ex mountain biker francese, specializzato nel downhill, in cui tra gli Elite fu sette volte campione del mondo. 
Dal 2013 fa parte della Mountain Bike Hall of Fame.

## Carriera
Soprannominato l'extraterrestre per il suo gran numero di vittorie e per la capacità di dominare una disciplina tecnica e difficile come il downhill, vinse per dieci volte il titolo mondiale su undici partecipazioni, imponendosi tre volte tra gli Juniores e sette tra gli Elite.
Ritiratosi nel 2002, nella stagione 2007, dopo aver partecipato e dominato alcune tappe dell'Avalanche Trophy 2006, ha effettuato il rientro ai massimi livelli nella mountain bike, prendendo parte alla tappa di coppa del mondo a Champéry, in Svizzera, e annunciando la partecipazione a Schladming, in Austria. Nel 2010 si è ritirato nuovamente. Dal 2011 lavora presso il produttore francese di biciclette Lapierre.
Dopo il primo ritiro dalle competizioni, alla fine del 2002, ha iniziato a correre nei rally WRC a bordo di una Peugeot 206 nel 2004, di una Škoda Fabia WRC nel 2005 e di una Peugeot 307 WRC nel 2006. Tra il 2007 ed il 2009 ha disputato il campionato Intercontinental Rally Challenge alla guida di una Peugeot 207 S2000, vincendo il titolo nel 2008; nelle stagioni 2010 e 2011, al volante di una Škoda Fabia S2000.

## Palmarès
- 1992

Campionati del mondo, Downhill Juniors (Bromont)
- 1993

Campionati del mondo, Downhill Juniors (Métabief)
1ª prova Coppa del mondo, Downhill (Cap-d'Ail)
- 1994

Campionati del mondo, Downhill Juniors (Vail)
Campionati europei, Downhill
- 1995

Campionati del mondo, Downhill (Kirchzarten)
1ª prova Coppa del mondo, Downhill (Cap-d'Ail)
- 1996

Campionati del mondo, Downhill (Cairns)
4ª prova Coppa del mondo, Downhill (Les Gets)
- 1997

Campionati del mondo, Downhill (Cairns)
Campionati europei, Downhill
- 1998

Campionati del mondo, Downhill (Mont-Sainte-Anne)
1ª prova Coppa del mondo, Downhill (Stellenbosch)
6ª prova Coppa del mondo, Downhill (Sierra Nevada)
7ª prova Coppa del mondo, Downhill (Kaprun)
8ª prova Coppa del mondo, Downhill (Arai)
Classifica finale Coppa del mondo, Downhill
- 1999

Campionati del mondo, Downhill (Åre)
2ª prova Coppa del mondo, Downhill (Maribor)
3ª prova Coppa del mondo, Downhill (Nevegal)
5ª prova Coppa del mondo, Downhill (Squaw Valley)
7ª prova Coppa del mondo, Downhill (Bromont)
Classifica finale Coppa del mondo, Downhill
- 2000

2ª prova Coppa del mondo, Downhill (Cortina d'Ampezzo)
3ª prova Coppa del mondo, Downhill (Maribor)
6ª prova Coppa del mondo, Downhill (Arai)
7ª prova Coppa del mondo, Downhill (Kaprun)
Classifica finale Coppa del mondo, Downhill
- 2001

Campionati del mondo, Downhill (Vail)
5ª prova Coppa del mondo, Downhill (Arai)
- 2002

Campionati del mondo, Downhill (Kaprun)

## Piazzamenti

### Competizioni mondiali
- Campionati del mondo

Bromont 1992 - Downhill Juniors: vincitore
Métabief 1993 - Downhill Juniors: vincitore
Vail 1994 - Downhill Juniors: vincitore
Kirchzarten 1995 - Downhill: vincitore
Cairns 1996 - Downhill: vincitore
Château-d'Œx 1997 - Downhill: vincitore
Mont-Sainte-Anne 1998 - Downhill: vincitore
Åre 1999 - Downhill: vincitore
Sierra Nevada 2000 - Downhill: 8º
Vail 2001 - Downhill: vincitore
Kaprun 2002 - Downhill: vincitore
- Coppa del mondo

1995 - Downhill: 3º
1995 - Downhill: vincitore
1996 - Downhill: vincitore
1997 - Downhill: 10º
1998 - Downhill: vincitore
1999 - Downhill: vincitore
2000 - Downhill: vincitore
2001 - Downhill: 2º
2002 - Downhill: 6º

## Risultati nel mondiale rally

### WRC
| 2001 | Scuderia | Vettura               |     |  |  |  |  |  |  |  |  |  |  |  |  |  |  |  | Punti | Pos. |
| ---- | -------- | --------------------- | --- |  |  |  |  |  |  |  |  |  |  |  |  |  |  |  | ----- | ---- |
| 2001 |          | Renault Clio Williams | Rit |  |  |  |  |  |  |  |  |  |  |  |  |  |  |  | 0     |      |

| 2004 | Scuderia      | Vettura         |     |  |  |  |  |     |  |  |  |    |  |   |     |     |    |  | Punti | Pos. |
| ---- | ------------- | --------------- | --- |  |  |  |  | --- |  |  |  | -- |  | - | --- | --- | -- |  | ----- | ---- |
| 2004 | Bozian Racing | Peugeot 206 WRC | Rit |  |  |  |  | Rit |  |  |  | 12 |  | 9 | Rit | Rit | 10 |  | 0     |      |

| 2005 | Scuderia | Vettura         |  |  |  |  |  |  |  |  |  |  |  |  |  |    |     |  | Punti | Pos. |
| ---- | -------- | --------------- |  |  |  |  |  |  |  |  |  |  |  |  |  | -- | --- |  | ----- | ---- |
| 2005 |          | Škoda Fabia WRC |  |  |  |  |  |  |  |  |  |  |  |  |  | 11 | Rit |  | 0     |      |

| 2006 | Scuderia              | Vettura         |  |  |  |  |     |  |  |  |  |  |  |  |  |  |  |  | Punti | Pos. |
| ---- | --------------------- | --------------- |  |  |  |  | --- |  |  |  |  |  |  |  |  |  |  |  | ----- | ---- |
| 2006 | Equipe de France FFSA | Peugeot 307 WRC |  |  |  |  | Rit |  |  |  |  |  |  |  |  |  |  |  | 0     |      |

| Legenda | 1º posto | 2º posto | 3º posto | A punti | Senza punti | Ritirato | Squalificato | NP=Non partito C=Gara cancellata | Apice=Power stage |

### Gruppo N
| 2001 | Scuderia | Vettura               |     |  |  |  |  |  |  |  |  |  |  |  |  |  |  |  | Punti | Pos. |
| ---- | -------- | --------------------- | --- |  |  |  |  |  |  |  |  |  |  |  |  |  |  |  | ----- | ---- |
| 2001 |          | Renault Clio Williams | Rit |  |  |  |  |  |  |  |  |  |  |  |  |  |  |  | 0     |      |

| Legenda | 1º posto | 2º posto | 3º posto | A punti | Senza punti | Ritirato | Squalificato | NP=Non partito C=Gara cancellata | Apice=Power stage |